# Präkeramisches Neolithikum A
Das Präkeramische Neolithikum A ist der älteste Abschnitt des Präkeramischen Neolithikums (abgekürzt PPNA, nach engl. Pre-Pottery Neolithic A) im Vorderen Orient. Der von Kathleen Kenyon anhand der Stratigraphie von Jericho definierte Abschnitt bezeichnet eine epipaläolithische (auch protoneolithische) und frühjungsteinzeitliche Epoche zwischen 9.500 und 8.800 v. Chr. in der Levante und im nördlichen Teil des Fruchtbaren Halbmonds, in der die Herstellung von Tongefäßen noch nicht bekannt war.
Das „PPNA“ ist die differenzierte zeitliche Zuordnung für einen Abschnitt des präkeramischen Neolithikums in einer bestimmten Region zu einer zeitlich zuordenbaren Epoche.

## Interpretation
Kenyon ging davon aus, dass bereits ein „effizienter Anbau existiert haben musste“, da die Forschung damals noch davon ausging, dass Jäger und Sammler unter sehr unsicheren und wenig ertragreichen wirtschaftlichen Verhältnissen leben würden. Die Zuordnung zu den jungsteinzeitlichen Kulturen war demnach rein hypothetisch. Heute weiß man, dass nomadisches Jagen und Sammeln weniger Aufwand und größere Sicherheit vor Nahrungsengpässen brachte als der frühzeitliche Getreideanbau. Im A-Horizont des präkeramischen Neolithikums lebten die Menschen nach heutigen Erkenntnissen noch weitgehend wildbeuterisch (Ain Mallaha), während die Landwirtschaft noch ein „Experimentierfeld“ war. Insofern wird der Begriff PPN-A seit 1988 nicht mehr als Kulturbezeichnung, sondern nur noch für den zeitlichen Horizont (Dreiperiodensystem) verwendet.
Für die Entwicklung der PPNA-Kultur, die das Natufien ablöste, wird der klimatische Übergang von der Jüngeren Dryaszeit mit ihren vergleichsweise trockenen und kalten Bedingungen zum frühen Holozän mit dem heute noch vorhandenen Mittelmeerklima als ein Auslöser angenommen.

## Materielle Kultur
Es gibt aber Menschen- und Tierfiguren aus Ton, Gefäße wurden unter anderem aus Gips, Stein und gebranntem Kalk (vaiselles blanches, white ware) hergestellt. Pflanzenanbau und Haustierhaltung waren im Anfangsstadium. Typisch sind Rundhäuser mit Terrazzo-Fußboden. Die einzelnen Häuser unterscheiden sich kaum von denen der Natufien-Kultur, allerdings nahmen die Siedlungen größere Ausmaße von bis zu 7,5 ha an. Erstmals in der Menschheitsgeschichte sind in der Phase von PPNA in Jericho herausgehobene und größere Gebäude nachgewiesen, darunter ein runder Steinturm mit Treppen im Inneren oder Umfassungsmauern an einem Teil des äußeren Siedlungsrands.
Es werden mehrere regionale Ausprägungen unterschieden, wie das Sultanien (Palästina), Aswadien (Region um Damaskus) und Mureybetien (Mittlerer Euphrat). Die Folgeperiode nennt sich Präkeramisches Neolithikum B.

## Vorformen der Landwirtschaft
Die These von Vorläufertechniken des Ackerbaus stützt sich auf erhöhte Funde bestimmter Pflanzenreste in einigen Siedlungen der Kultur. Dazu zählen Wildgerste, Emmer und Einkorn. Teils erscheinen rezessive genetische Varianten dieser Getreide in größerer Zahl als dies bei einer natürlichen Vermehrung der Fall gewesen wäre. Darüber hinaus wurden Überreste von typischen Unkrautpflanzen des Garten- und Ackerbaus in höherer Menge als in der Natur gefunden.

## Lithisches Inventar
- El-Khiam-Spitzen
- bifaziale Silexbeile (tranchet-axes)
- Aswad-Spitzen

## Wichtige Fundorte
- Jericho, Palästina
- Göbekli Tepe, Ost-Türkei
- Tell Aswad, Syrien
- Jerf el Achmar, Syrien
- El Khiam, Palästina
- Mureybet, Phase III, Syrien

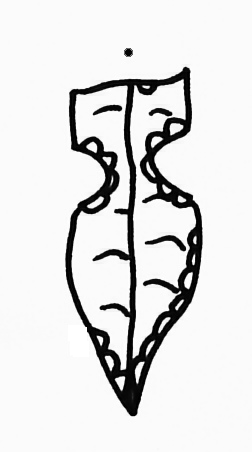
El-Khiam-Speerspitze.

Der Begriff wird auch für das präkeramische Neolithikum Anatoliens angewendet, eine Praxis, die Rosenberg und Erim-Özdoğan kritisieren.